# 朱塞佩·帕里斯
朱塞佩·帕里斯（義大利語：Giuseppe Paris，1895年9月22日—1968年4月5日），意大利男子体操运动员。他曾获得1920年和1924年夏季奥运会体操比赛男子团体全能金牌。他也参加了1928年夏季奥运会，未获得奖牌。